# Neurigona californica
Neurigona californica är en tvåvingeart som beskrevs av Harmston 1972. Neurigona californica ingår i släktet Neurigona och familjen styltflugor.
Artens utbredningsområde är Kalifornien. Inga underarter finns listade i Catalogue of Life.